# Giuseppe Lomellini
Giuseppe Lomellini (ur. 1723, zm. 1803) – polityk genueński z wpływowej rodziny Lomellini.
Doża Genui w okresie od 4 lutego 1777 do 4 lutego 1779. W 1777 roku musiał salwować się ucieczką ze swej siedziby oficjalnej. Pałac dożów Genui stanął bowiem w ogniu. Po pożarze pałac odbudowano w stylu klasycyzmu.
Prywatna rezydencją Lomelliniego był rodowy pałac z XVI wieku, którego budowę zamówił Nicolò Lomellini. Po roku 1797 Giuseppe Lomellini sprzedał pałac Giacomo Durazzo.
W Genui do dziś znany jako Palazzo Di Nicolo' Lomellini (piazza della Nunziata, 5).